# Hoeve Ravenstein
Hoeve Ravenstein is een rijksmonument op het landgoed van Kasteel Groeneveld in Baarn.
De langhuisboerderij met bakhuis staat aan de Ravesteinselaan 3. Het gebouw uit de tweede helft van de achttiendde eeuw wordt gebruikt als boerderijwinkel. Achter de voormalige varkensstal ligt een grote en tijdens openingstijden vrij toegankelijke moes- en bloementuin. Rondom de boerderij grazen de Belgisch witblauwe dikbilkoeien die op de bijbehorende rundveehouderij gehouden worden.  Haaks op de boerderij staat het voormalige, witgepleisterde bakhuis.

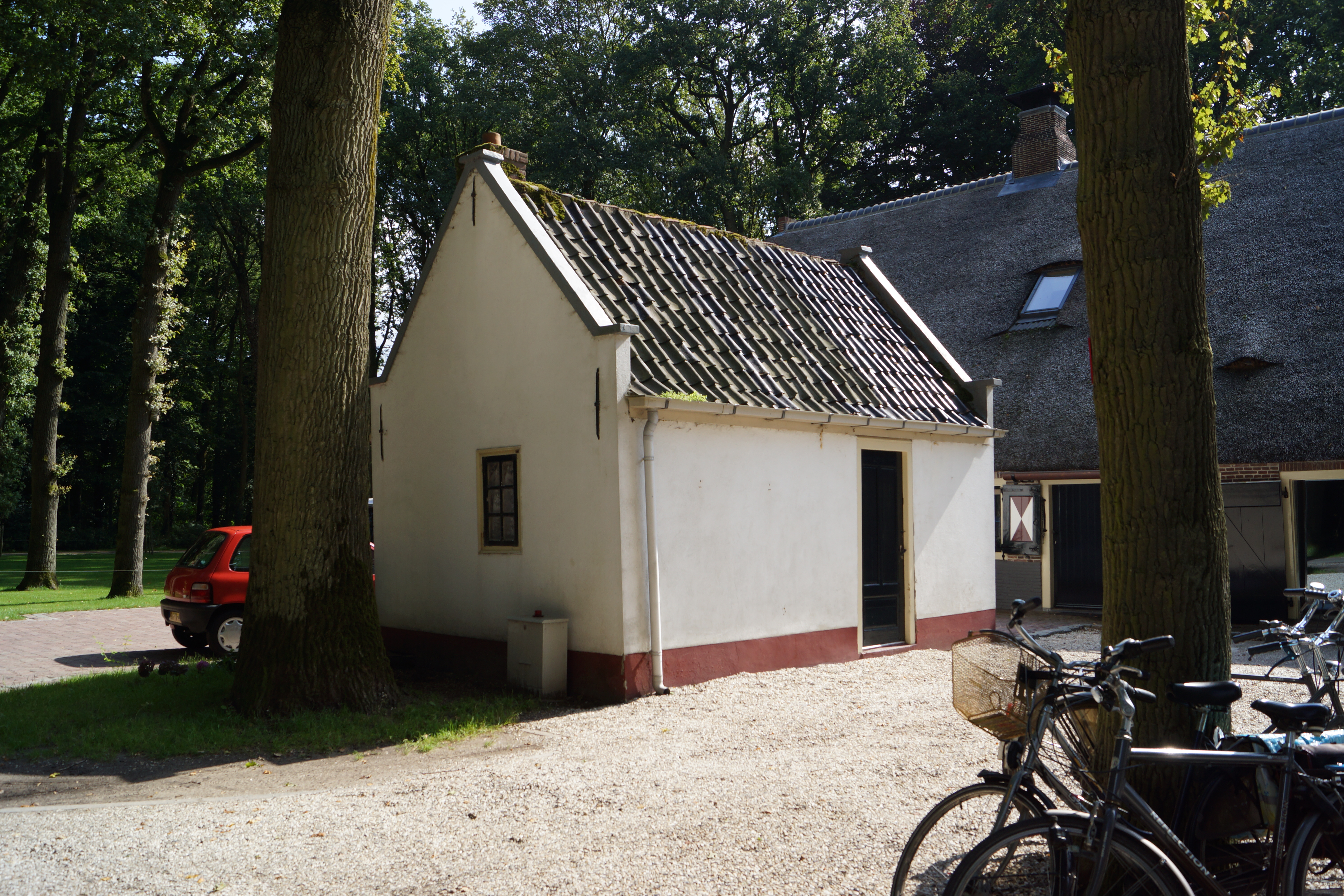
bakhuis
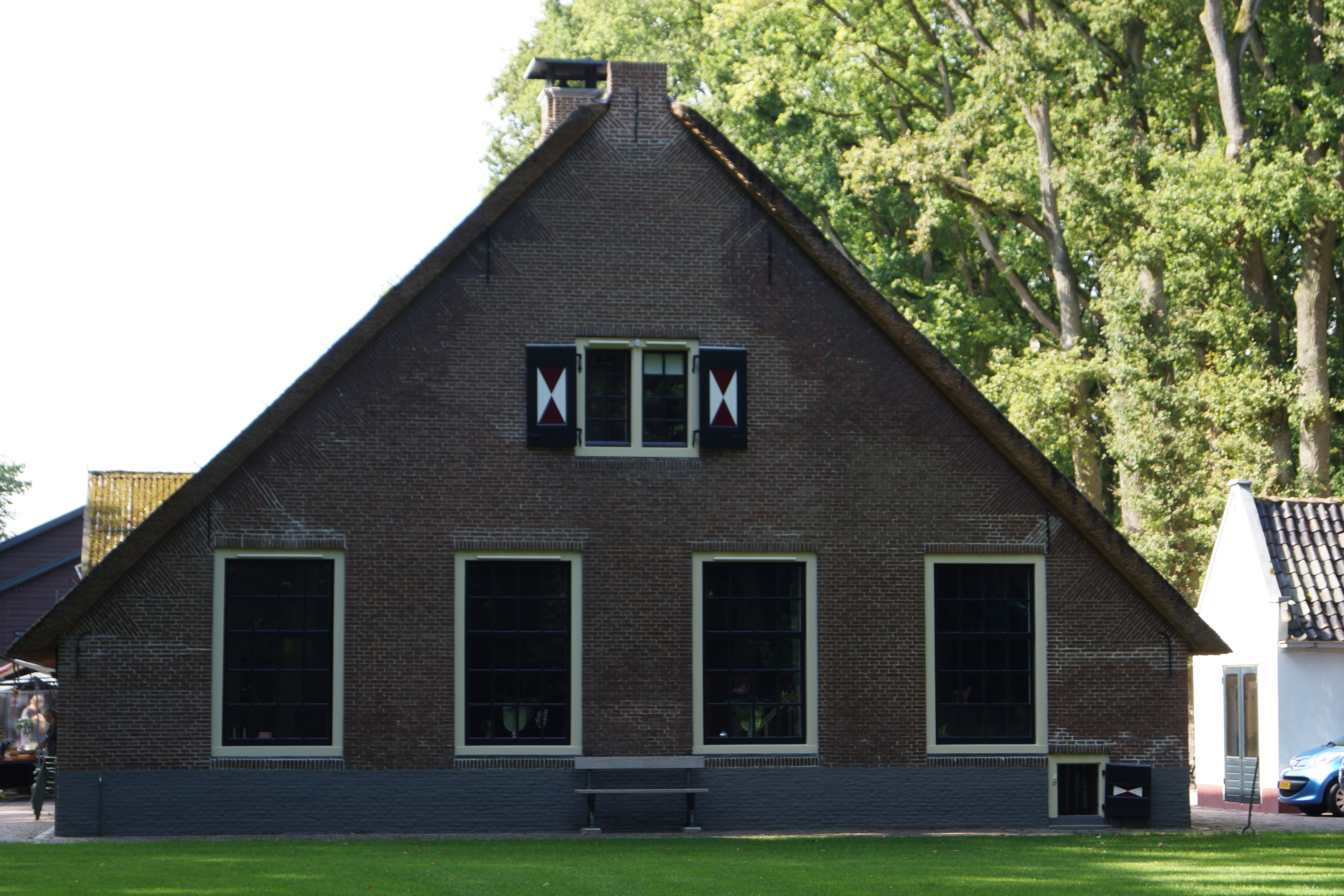
voorgevel
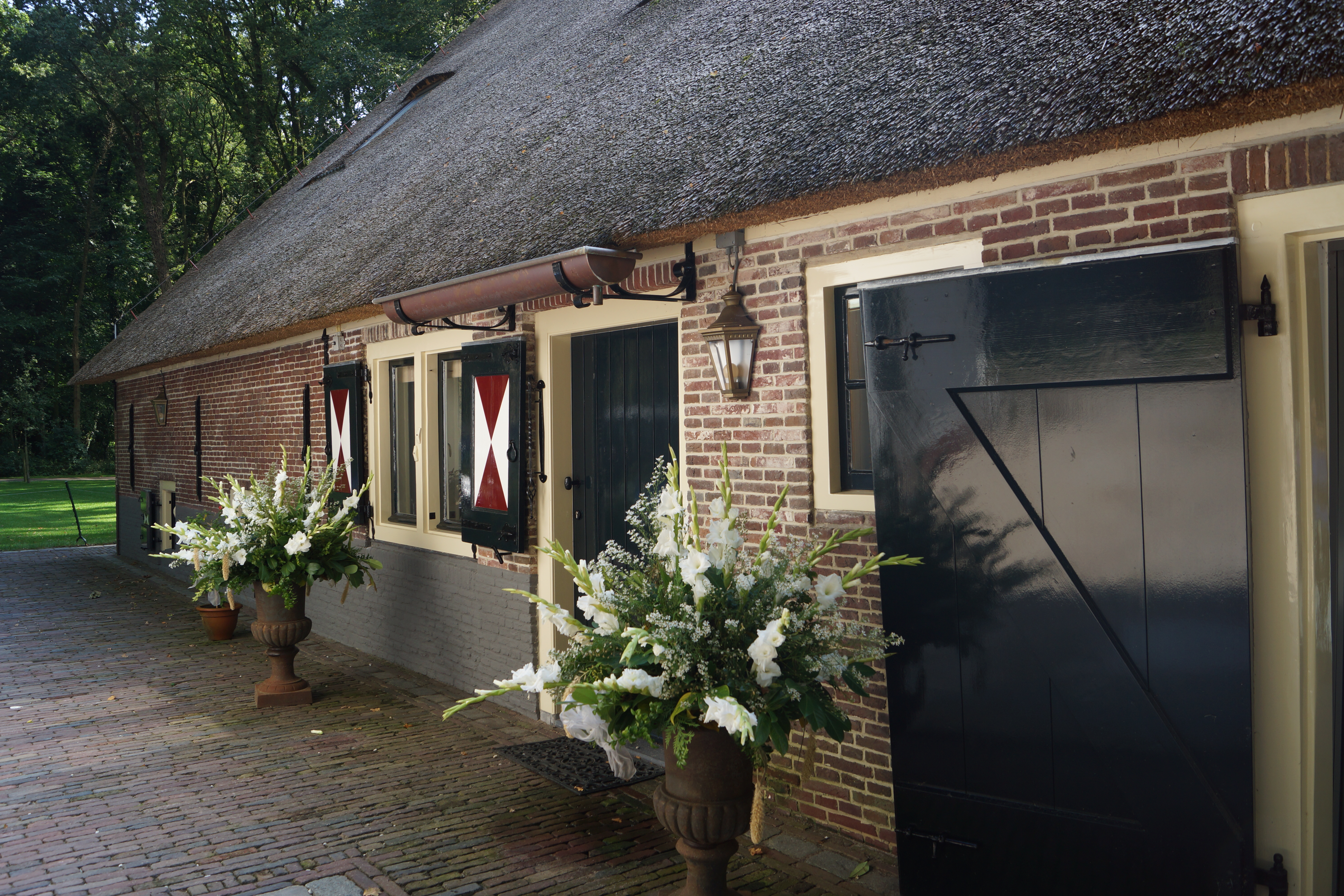
zijgevel
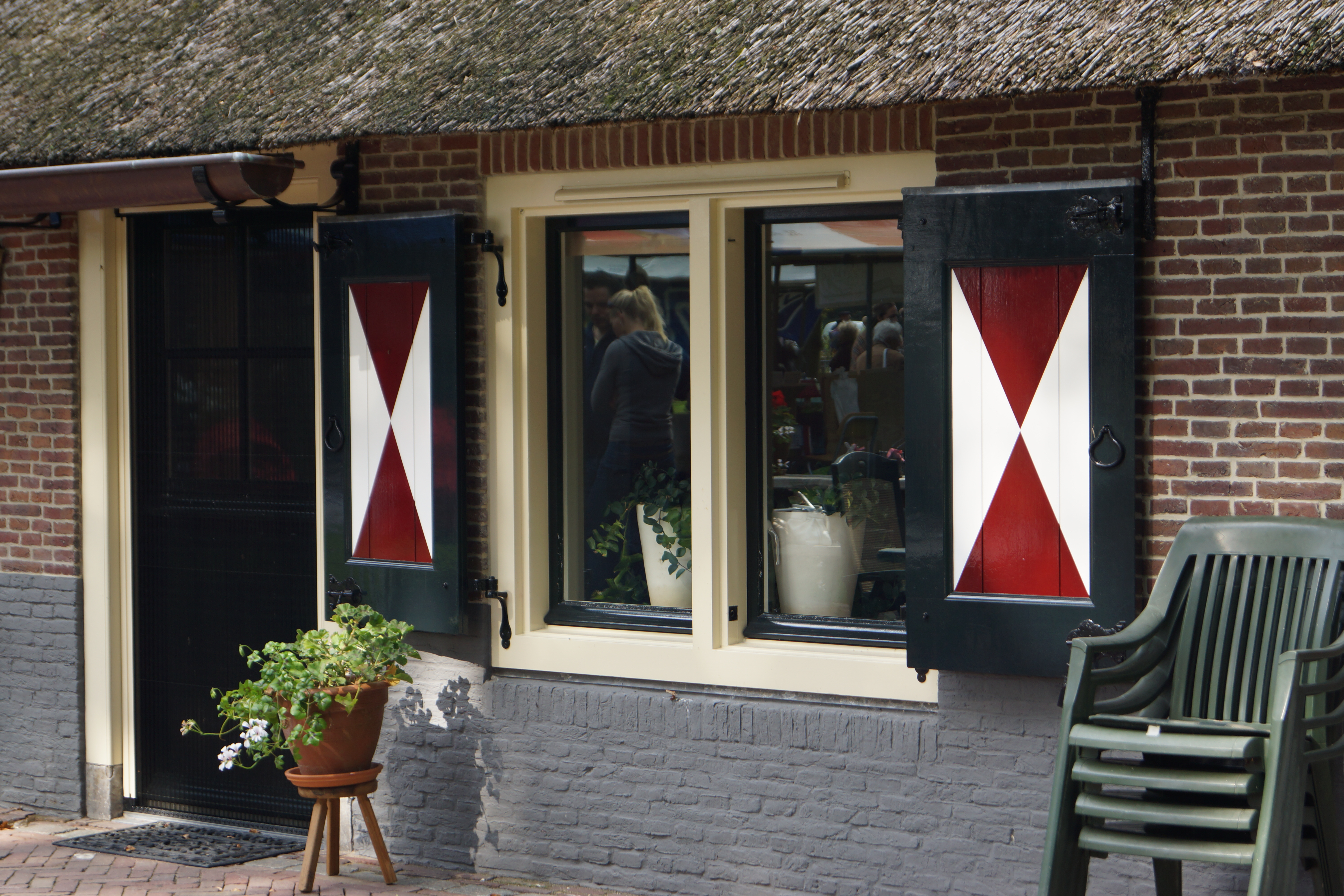
raampartij